# Wackenitz

Wappen der Familie von Wackenitz

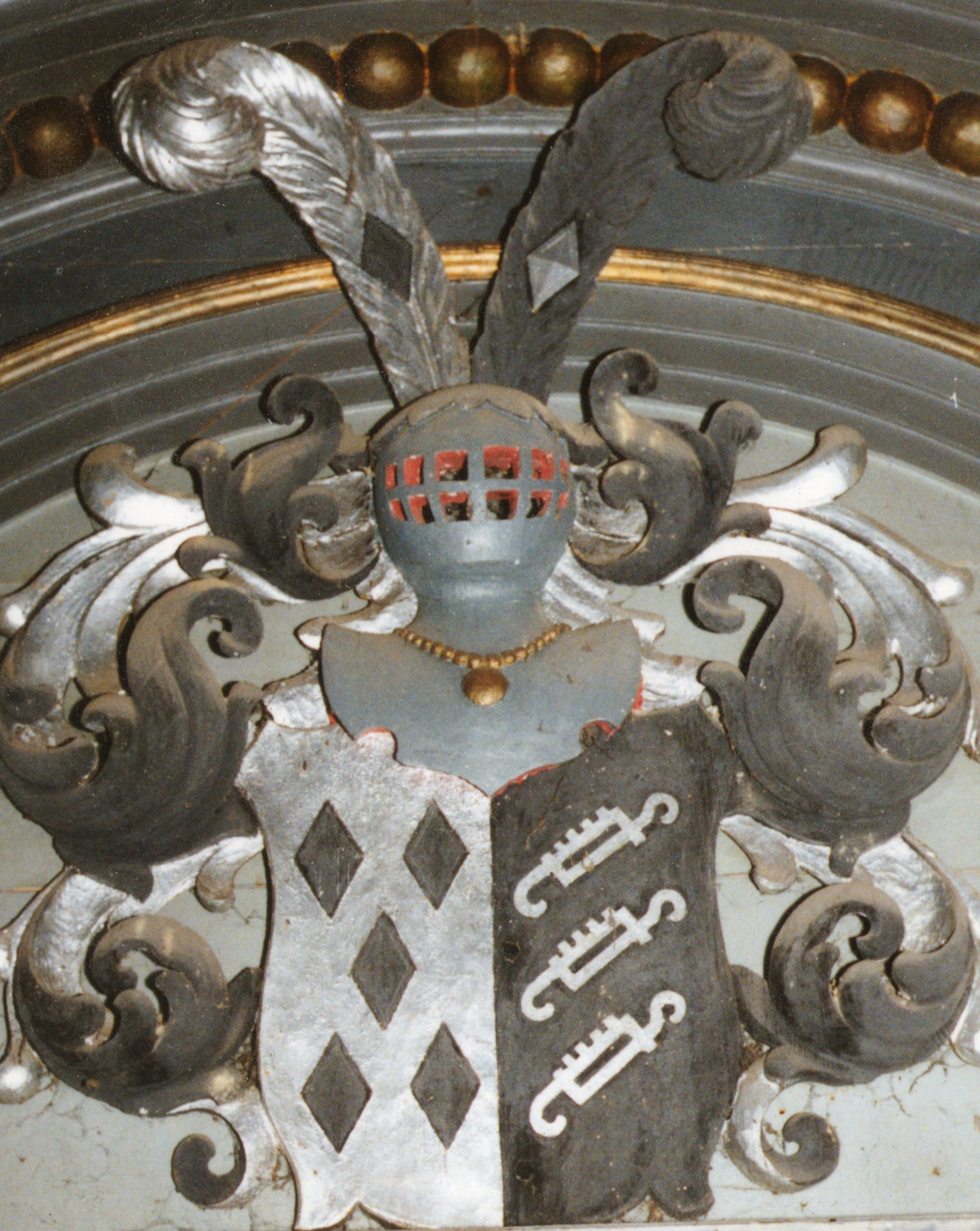
Wappen der Familie von Wackenitz aus der Burg Klevenow / Kapelle

Die von Wackenitz, auch von Wakenitz, sind ein Adelsgeschlecht, das bis zur Enteignung in der Bodenreform 1945 in Vorpommern ansässig und begütert war.

## Herkunft und erstes Auftreten
Ob sich der Name der Familie von dem gleichnamigen Fluss bei Lübeck ableitet, ist ungewiss. Es ist aber genauso gut möglich, dass es sich bei ihnen um ein slawisches Adelsgeschlecht handelt, welches später eingedeutscht wurde. Ebenfalls unklar ist das Verhältnis der Familie zu dem im Spätmittelalter wüst gewordenen Ort Wakenitz nördlich von Loitz. Urkundlich werden die ersten Vertreter zu Beginn des 14. Jahrhunderts im südlichen Grenzbereich des Fürstentums Rügen erwähnt. 1322 hat ein Hinricus Wakenitz Hebungen in Göslow im Kirchspiel Görmin. Im Bederegister des Landes Loitz von 1343 werden sie mit Besitz in den Orten Passow und Trissow, beide ebenfalls im Kirchspiel Görmin, erwähnt.

## Grundbesitz und wichtige Vertreter vom 15. bis zum 17. Jahrhundert
In den Urkunden des 15. Jahrhunderts werden Vertreter des Geschlechts bereits mit den meisten Orten in Verbindung gebracht, die auch später zum Grundbesitz gehören. Es sind dies neben den bereits genannten Orten Trissow, Passow und Göslow noch Klein Kiesow und ab 1480 das sich zum Stammsitz einer der beiden Hauptlinien herausbildende Klevenow bei Grimmen.
Letzteres hatte 1480 Hans Wakenitz von Herzog Bogislaw X. von Pommern als neues Lehen für seine treuen Dienste erhalten. Er stammte ursprünglich aus Trissow, wo weiterhin der zwischen 1470 und 1505 mehrfach urkundlich genannte Claus oder Clawes Wakenitz wohnte, der möglicherweise ein Bruder von Hans war. Dieser war herzoglicher Vogt auf Grimmen und Tribsees.
Die zweite Hauptlinie war ursprünglich auf Passow und Klein Kiesow ansässig.
Den ersten Überblick über den gesamten Grundbesitz bietet der Lehnbrief von 1503, in dem die Orte Klevenow, Passow, Trissow, Klein Kiesow, Göslow, Neuendorf bei Gützkow und Wüsteney genannt werden. In einem weiteren Lehnbrief von 1506, dessen Gültigkeit aber unklar ist, weil sich die späteren Generationen immer auf den von 1503 beriefen, wird noch Lüssow, das Nachbardorf von Wüsteney, als neues Lehen bezeichnet.
Erbe der zwischen 1503 und 1506 verstorbenen vermutlichen Brüder Hans und Clawes Wakenitz auf Klevenow und Trissow wurde Albrecht, der möglicherweise ein Sohn des Clawes war und bis kurz vor 1550 lebte. Er hatte mehrere Söhne. Der älteste, Jasper, erbte Klevenow, Christoff erhielt Trissow und Bastian ging in herzogliche Dienste, unter anderem war er Amtshauptmann von Loitz.
Besitzer von Passow und Klein Kiesow waren zu Beginn des 16. Jahrhunderts Thomas, Hans, auch Hans d. J. genannt, Claus und Gerd, vermutlich alle vier Brüder. In der nächsten Generation folgten hier die Brüder Stellan und Melchior, die wohl Söhne von Thomas waren, auf Passow, sowie Christoff, ein Sohn von Claus, auf Klein Kiesow. Stellan ging ebenfalls in herzogliche Dienste, sowohl in Pommern als auch in Mecklenburg. Von Melchiors Söhnen erbte Otto Passow und verkaufte es 1609 an seinen gleichnamigen Vetter aus der Klevenower Linie. Passow blieb von da an bis zum Verkauf 1929 Nebengut von Klevenow.
Otto, Melchiors Sohn, stand ebenfalls in herzoglichen Diensten und hatte den Titel eines Jägermeisters. Er kaufte von Herzog Philipp Julius das Gut Boltenhagen bei Greifswald und begründete somit die nach diesem Gut benannte zweite Hauptlinie neben der Klevenower.
Ein Zeitgenosse Ottos war der herzogliche Hofrat und Camminer Domherr Albrecht Wakenitz aus der Klevenower Linie. Er wurde hauptsächlich durch das nach ihm benannte Stipendium an der Greifswalder Universität bekannt. Beide starben während des Dreißigjährigen Krieges, der die Güter der Familie stark in Mitleidenschaft zog und teilweise über Jahrzehnte in fremde Hände geraten ließ.
Karl Philipp von Wackenitz (1697–1739) auf Boltenhagen und sein Bruder, der dänische Leutnant Hans Albrecht von Wackenitz, waren als Söhne des Landrats Karl Albrecht von Wackenitz-Boltenhagen und der Luise von Gloeden die ersten Vertreter ihrer Familie auf der Ritterakademie am Dom zu Brandenburg.
Vor 1800 war ein August Friedrich von Wackenitz Generalleutnant in dänischen Diensten. Die Damen von Wackenitz wiederum dienten am dänischen Hof.

## 18. bis 20. Jahrhundert
Die Familienlinie Neu-Boltenhagen kann über Wilhelm Dietrich von Wakenitz (1728–1805), seines Zeichens 1. Fideikommissherr, landgräflich-hessischer Etatminister und Generalleutnant, das gleichnamige Gut Boltenhagen weit in das 19. Jahrhundert führen. Der Neffe und landgräflich hessische Hauptmann Leopold von Wakenitz (1761–1813) übernahm dann Boltenhagen. Ihm folgt sein zweiter Sohn Heinrich (1800–1880), als vierter Fideikommissherr. Sein Schwiegersohn Hugo von Ziemssen, verheiratet mit Marie von Wakenitz-Boltenhagen, übernimmt 1882 das Gut. Zu Boltenhagen gehörte noch Rappenhagen, Klein-Kiesow war schon 1778 veräußert worden. Auch wenn dann nicht mehr direkt mit Grundbesitz ausgestattet sind die Brüder Heinrich von Wakenitz und Franz von Wakenitz (1867–1894) Besitzer eines bereits 1755 begründeten Geld-Familienfideikommiss, welcher vor 1940 aufgelöst wurde. Stifterin war einst die unverheiratete Esther Sophie von Wakenitz-Wolgast, verstorben 1757.
Des Weiteren bestand im zweiten Adlig Boltenhagen, im heutigen Süderholz gelegen, einige Jahrzehnte eine von Wakenitz’sche Familienstiftung, 192 ha groß. Dazu gehörte das unweit gelegene Rittergut Dönnie mit 588 ha, Stand 1914. Beide Gutsteile waren verpachtet. Dies blieb nach amtlichen Güter-Adressbüchern für Pommern auch 1921 so und ging über 1939 hinaus. In älterer Zeit stiftete die Familie ein Legat, ein Prämienfonds für das Gymnasium zu Stralsund.
Im 19. Jahrhundert bestand als militärischer Verband des Füsilierbataillon von Wackenitz. Kommandeur war Leopold von Wackenitz.

## Von der Lancken-Wakenitz
1816 kam es teils zu einer Namensfusion mit denen von der Lancken, durch Hochzeit. Emilie Christine von Wakenitz-Klevenow, natürliche Tochter des Franz (IV.) Karl (Carl) von Wakenitz, erhielt nachträglich die preußische Adelslegitimation, Berlin 1817. In Übereinkunft mit dem Brautvater von Wakenitz fügte der in schwedischen Diensten stehende Carl Friedrich von der Lancken auf Boldevitz den Namen Wakenitz seinem Nachnamen hinzu. Um die Güter dieser Familie den Erben zu erhalten, wurden drei Majorate und ein Geldfideikommiss gestiftet.

## Wappen
Das Wappen zeigt im gespaltenen Schild rechts in Silber fünf (2:1:2) schwarze Rauten, links in Schwarz drei schräglinks übereinander gelegte silberne Kesselhaken. Auf dem Helm mit schwarz-silbernen Decken zwei Straußenfedern, die rechte silbern mit einer schwarzen Raute, die linke schwarz mit einer silbernen Raute belegt.

## Namensträger
- Albrecht Wakenitz (1558–1636), deutscher Rechtsgelehrter, Universitätskanzler und herzoglicher Beamter in Pommern
- Philipina Luise von Wackenitz (1696–1778), erste Vorsteherin („Äbtissin“) des Barther Adligen Frauenstiftes[9]
- Christian Dietrich von Wakenitz (1708–1779), Landrat in Schwedisch-Pommern
- Stellan Wakenitz († 1587), Amtmann in Mecklenburg und Pommern
- Wilhelm Dietrich von Wakenitz (1728–1805), preußischer Kavallerieoffizier, hessen-kasselischer General und Finanzminister
- Silvius von der Lancken-Wakenitz von Albedyll (1899–1947),[10] Offizier,[11] Attachábteilung im Generalstab des Heeres[12]